# Dhuwakot (Gorkha)
Dhuwakot (nepalski: धुवाँकोट) – gaun wikas samiti w zachodniej części Nepalu w strefie Gandaki w dystrykcie Gorkha. Według nepalskiego spisu powszechnego z 2001 roku liczył on 966 gospodarstw domowych i 4658 mieszkańców (2470 kobiet i 2188 mężczyzn).